# Sevce
Sevce – wieś w Słowenii, w gminie Laško. W 2018 roku liczyła 79 mieszkańców.